# Acontista amoenula
Acontista amoenula är en bönsyrseart som beskrevs av Gerstaecker 1889. Acontista amoenula ingår i släktet Acontista och familjen Acanthopidae. Inga underarter finns listade i Catalogue of Life.